# دی امپریال
دی امپریال (انگلیسی: The Imperial) مجموعه ۲ آسمان‌خراش ۶۰ طبقه مستقر در شهر بمبئی، هند است، که پروژه ساخت آن در سال ۲۰۰۵ آغاز شد و در سال ۲۰۱۰ به بهره‌برداری رسید. پروژه ساخت مجموعه برج‌های دی امپریال توسط شرکت حفیظ کانترکتور طراحی و توسط گروه شاپورجی پالونجی اجرا گردید. ساختمان دی امپریال بلندترین ساختمان مسکونی هند است.